# Hotel Victoria (Warschau)

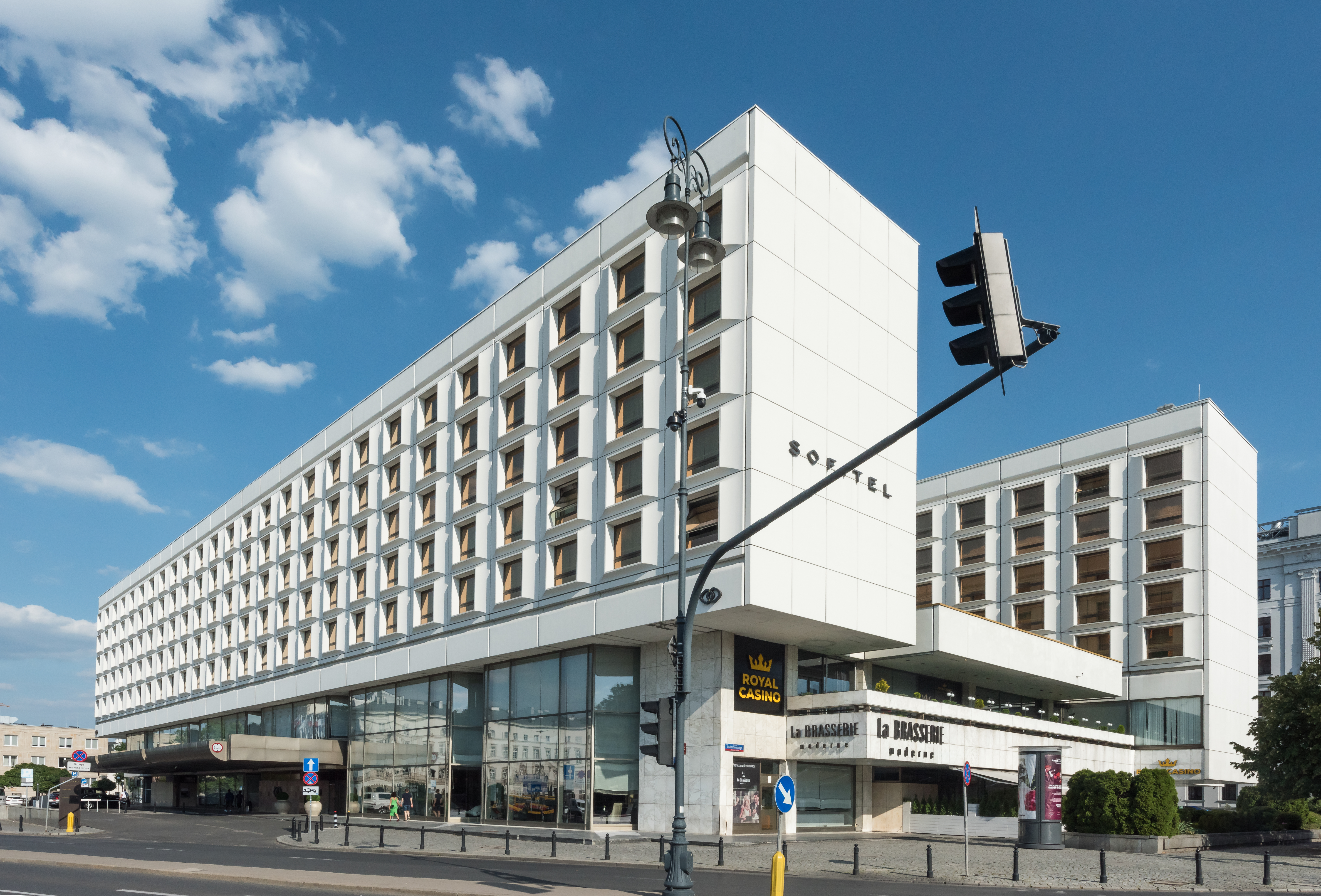
Hotel Victoria aus westlicher Richtung

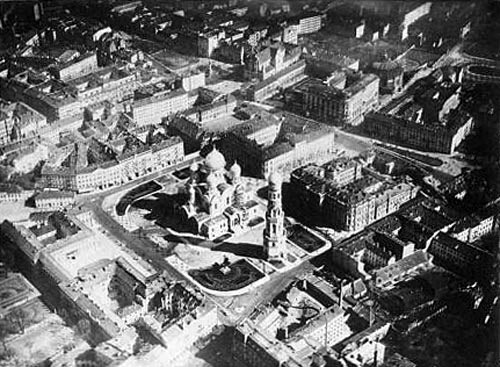
Der Piłsudski-Platz in den 1920er Jahren. Am Bildunterrand mittig befindet sich der Kronenberg-Palast sowie die sich anschließende Blockbebauung, auf der heute Teile des Victoria-Hotels stehen

Das Hotel Victoria ist ein modernes 5-Sterne-Hotel in der Warschauer Innenstadt. Nach seinem Bau Mitte der 1970er Jahre war es das luxuriöseste Hotel Warschaus. 1981 fand hier ein Mordanschlag auf einen palästinensischen Terroristen statt. Heute gehört das Hotel zur Accor-Gruppe und wird als Sofitel Warsaw Victoria bezeichnet.

## Lage
Das Hotel befindet sich an der Królewska-Straße 11, die hier an der Südseite des Piłsudski-Platzes verläuft. Ostwärts des Gebäudes befindet sich die Wacław-Niżyński-Passage und im Westen der Stanisław-Małachowski-Platz mit der Zachęta-Galerie und der Dreifaltigkeitskirche. In unmittelbarer Nähe befinden sich das „Haus ohne Kanten“, die Warschauer Kunsthochschule sowie (hinter dem Hotel) das Krasiński-Wohngebäude, das das noch immer nur teilbebaute Gelände an der südlich liegenden Romuald-Traugutt-Straße begrenzt.

## Geschichte
In den Jahren 1866 bis 1944 hatte es bereits ein Hotel mit dem Namen Victoria bzw. Wiktorja gegeben; es befand sich an der Jasna-Straße 26.
Neben dem Forum- und dem Solec-Hotel war das neue Victoria-Hotel ein weiteres großes Hotel der Edward-Gierek-Ära in Warschau. Es wurde von dem schwedischen Baukonzern Skanska für das staatliche Tourismusunternehmen Orbis in den Jahren 1974 bis 1976 am damaligen Victoria-Platz errichtet. Auf dem westlichen Teil des neu bebauten Geländes hatte bis zu seinem Abriss im Jahre 1962 der dem heutigen Stanisław Małachowski-Platz zugewandte Kronenberg-Palast gestanden. Das Hotel wurde von dem Architekten Zbigniew Pawelski in dem schwedischen Architekturstil der 1970er Jahre entworfen. Es wurde – eine Novität bei polnischen Hotels – mit einem Konferenzsaal ausgestattet, der zudem in kleinere Einheiten aufgeteilt werden konnte. Im Erdgeschoss befand sich das Restaurant „Canaletto“, im Obergeschoss das „Opera“-Café; es gab ein Pewex-Geschäft und ein Schwimmbad. In den 1970er und 1980er Jahren spielte das Hotel – als Symbol von Luxus – häufig in polnischen Filmen eine Rolle.
In den 1990er Jahren wurde das Hotel von der InterContinental-Hotelgruppe betrieben und hieß Victoria Intercontinental. Seit 2001 gehört es im Rahmen der Orbis-Übernahme zur Accor-Hotelgruppe und wird unter der Sofitel-Kategorie geführt. Das Hotel verfügt über 290 Zimmer, 52 Apartments und die „Präsidentensuite“. Die nutzbare Konferenzfläche beträgt 1.500 Quadratmeter. Vom 28. bis zum 30. April 2004 beherbergte das Hotel die Gäste des Europäischen Wirtschaftsforums.

## Das Attentat
Am 1. August 1981 wurde der im „Opera“-Café sitzende Abu Daoud (eingecheckt unter falschem Namen als Tahar Sharlik Mahdi) von einem Attentäter fünf- oder sechsmal angeschossen; eine anwesende deutsche Touristin wurde von einem Geschosssplitter an der Hand verletzt. Der Täter verließ nach den Schüssen ungehindert das Hotel. Obschon schwer verwundet, konnte Daoud noch aufstehen und in die Lobby heruntergehen, wo er zusammenbrach. Daoud wurde in ein Krankenhaus gebracht und überlebte. Die Herkunft des Täters konnte nicht geklärt werden, Daoud selbst schrieb den Anschlag dem Mossad zu.
Daoud war nicht der einzige Terrorist, der sich im Victoria aufhielt. Abu Nidal und auch Ilich Ramírez Sánchez („Carlos“) konnten hier mitunter für Wochen untertauchen. Ein regelmäßiger Gast in den 1980er Jahren war der Waffenhändler Monzer Al-Kassar.

## Architektur
Das Gebäude besteht aus zwei langen und parallel gelegenen West-Ostflügeln, die mittig durch einen flachen und kurzen Nord-Südflügel verbunden werden. Die beiden großen Flügel bestehen aus einem zweistöckigen Podium sowie darauf aufgesetzten fünf Stockwerken, in denen sich die Hotelräume befinden. Das Podium zum Piłsudski-Platz ist im Lobby- und Rezeptionsbereich großzügig verglast und bietet so den Gästen einen unbeschränkten Blick auf den Platz, das Grabmal des unbekannten Soldaten sowie die Platzrandbebauung im Norden und Osten (Metropolitan-Bürogebäude und Hotel Europejski). Von außen lassen sich Lobby, Rezeption und Barbereich einsehen. Diese geräumige und durch die Glasfassade nach außen offene Lobby war eine Besonderheit unter den polnischen Hotels der Zeit. Die auf dem Podest aufsetzenden Stockwerke wurden aus vorgefertigten Betonelementen erstellt. Die Betonteile sind weiß ausgeführt und die verwendeten Fenster enthalten goldene, sonnenstrahlreflektierende Glasscheiben.

## Ansichten

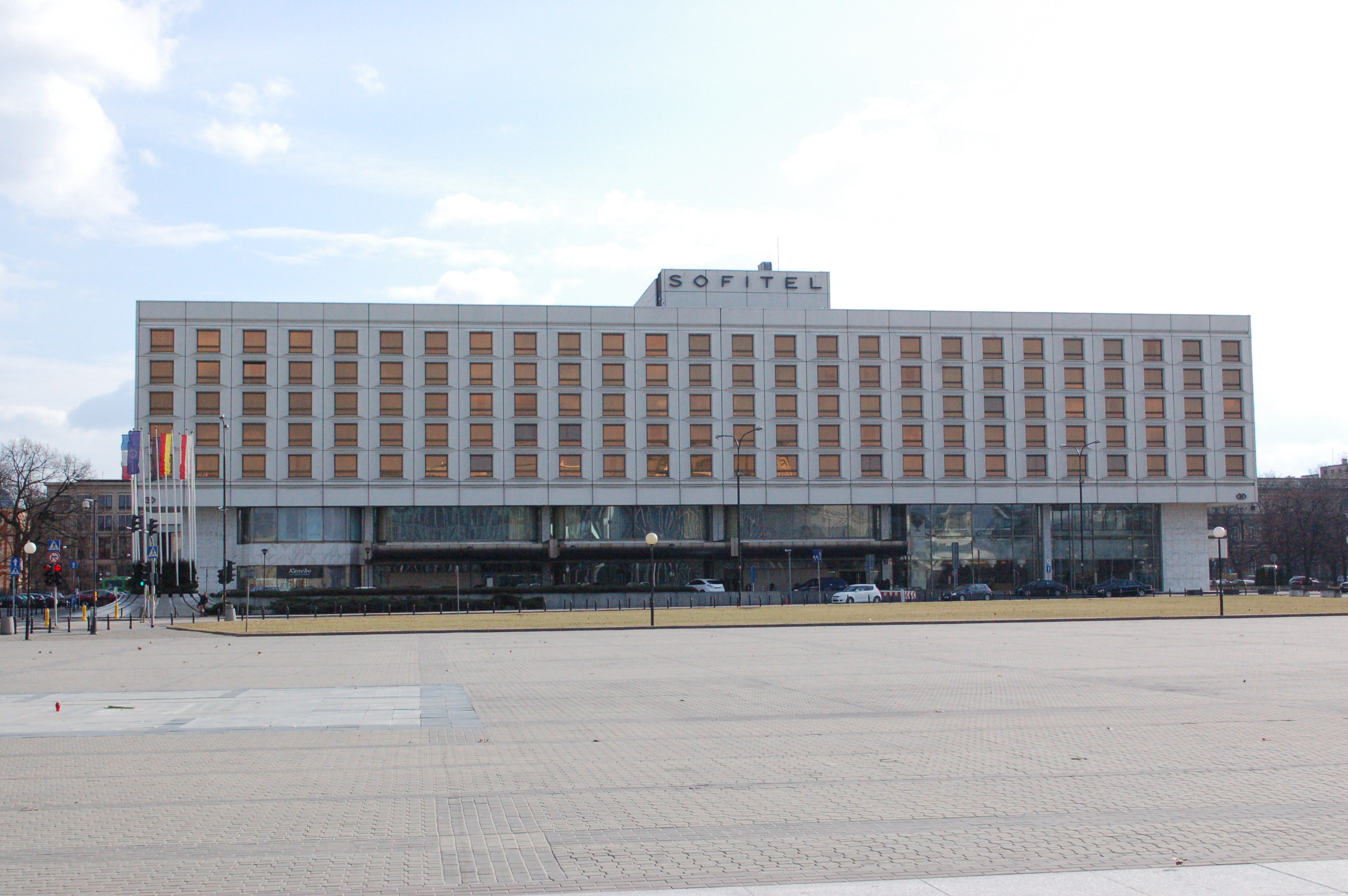
Frontfassade vom Piłsudski-Platz aus
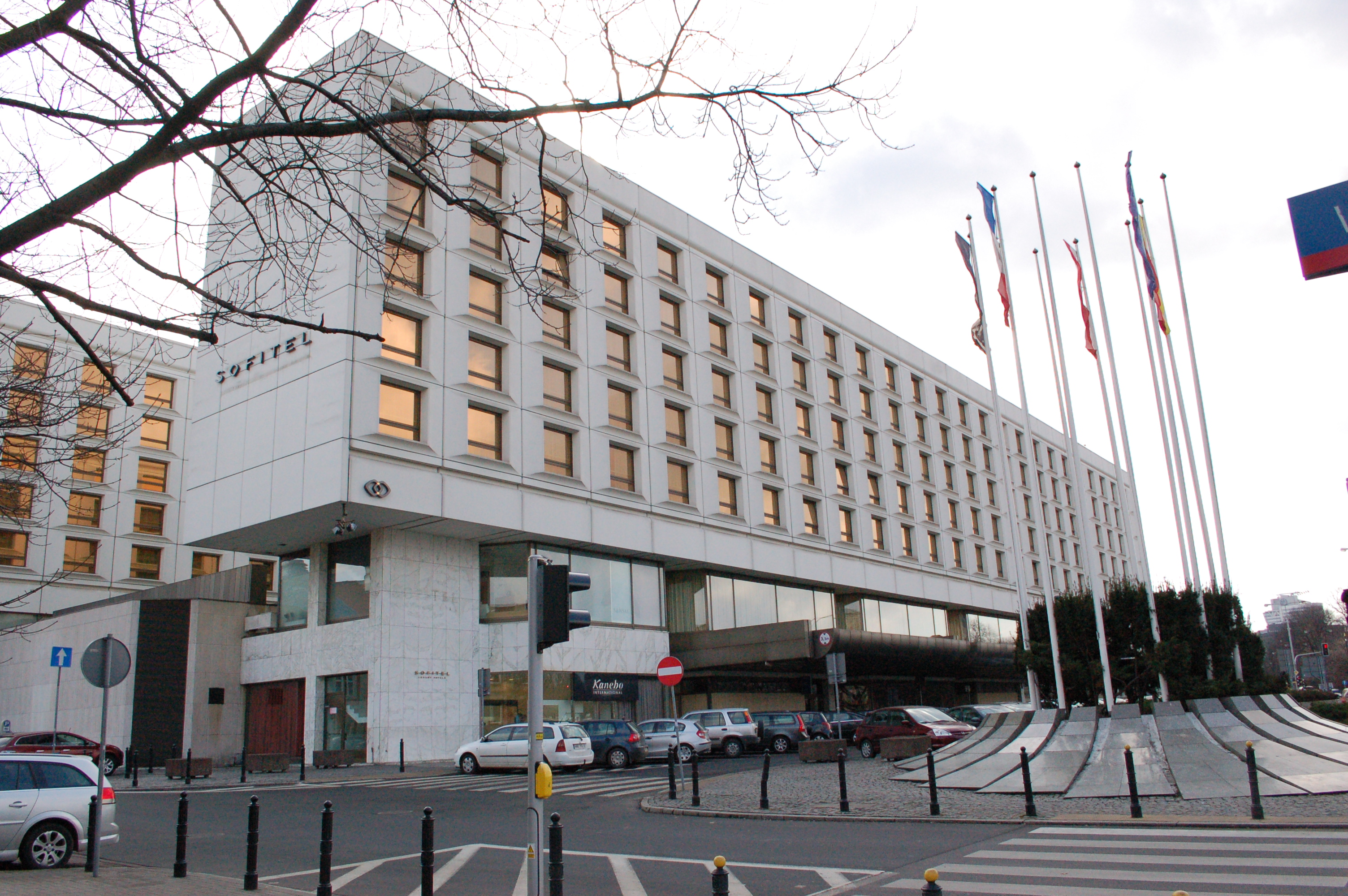
Auffahrt zum Haupteingang
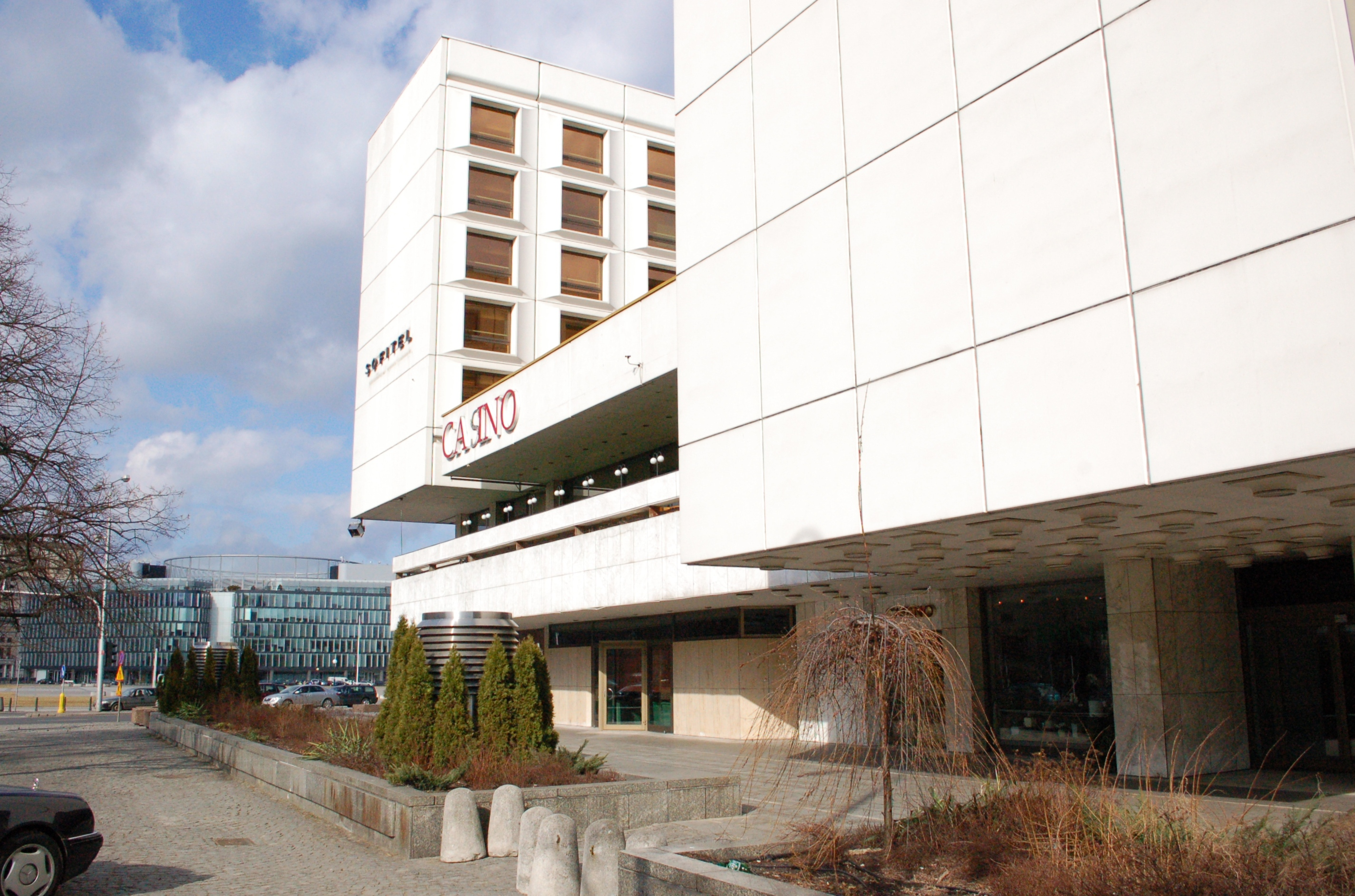
Westfassade, im Hintergrund das Metropolitan-Gebäude
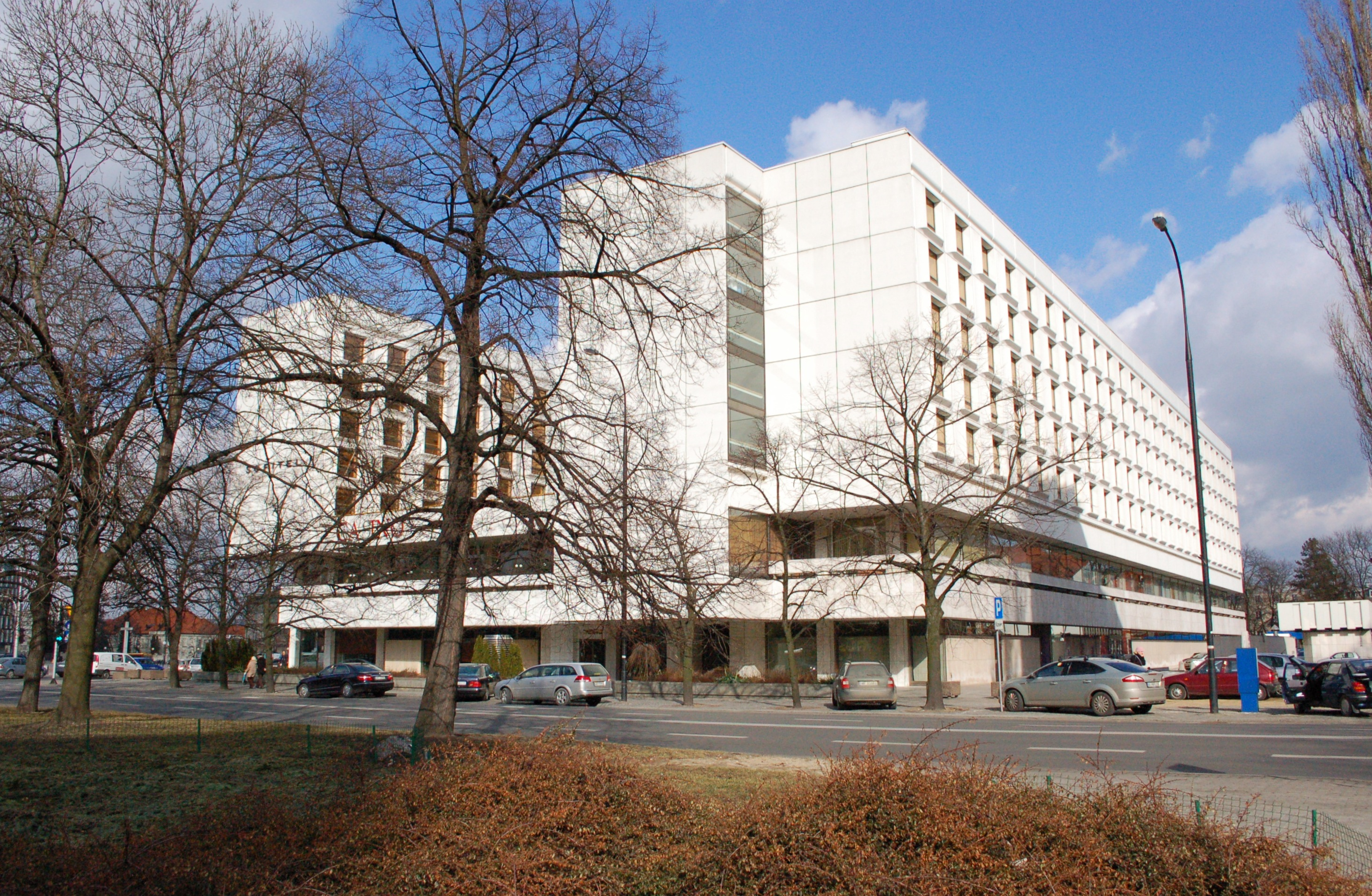
Halbrückwärtige Ansicht von der Zachęta-Galeria